# Ментор-он-те-Лейк (Огайо)
Ментор-он-те-Лейк (англ. Mentor-on-the-Lake) — місто (англ. city) в США, в окрузі Лейк штату Огайо. Населення — 7131 особа (2020).

## Географія
Ментор-он-те-Лейк розташований за координатами 41°42′50″ пн. ш. 81°21′54″ зх. д. / 41.71389° пн. ш. 81.36500° зх. д. (41.713832, -81.365092).  За даними Бюро перепису населення США в 2010 році місто мало площу 4,28 км², з яких 4,18 км² — суходіл та 0,10 км² — водойми.

## Демографія
Згідно з переписом 2010 року, у місті мешкали 7443 особи в 3197 домогосподарствах у складі 2012 родин. Густота населення становила 1738 осіб/км².  Було 3461 помешкання (808/км²).
Расовий склад населення:
| - 95,6 % — білих - 1,8 % — чорних або афроамериканців - 1,0 % — азіатів - 0,1 % — корінних американців |

До двох чи більше рас належало 1,3 %. Частка іспаномовних становила 1,4 % від усіх жителів.
За віковим діапазоном населення розподілялося таким чином: 21,7 % — особи молодші 18 років, 64,2 % — особи у віці 18—64 років, 14,1 % — особи у віці 65 років та старші. Медіана віку мешканця становила 40,3 року. На 100 осіб жіночої статі у місті припадало 96,0 чоловіків;  на 100 жінок у віці від 18 років та старших — 93,0 чоловіків також старших 18 років.
Середній дохід на одне домашнє господарство  становив 56 770 доларів США (медіана — 44 225), а середній дохід на одну сім'ю — 64 377 доларів (медіана — 55 165). Медіана доходів становила 42 500 доларів для чоловіків та 35 912 долари для жінок. За межею бідності перебувало 10,5 % осіб, у тому числі 9,1 % дітей у віці до 18 років та 7,9 % осіб у віці 65 років та старших.
Цивільне працевлаштоване населення становило 4120 осіб. Основні галузі зайнятості: виробництво — 21,2 %, освіта, охорона здоров'я та соціальна допомога — 19,6 %, роздрібна торгівля — 15,7 %.